# Søren Bygbjerg
Søren Bygbjerg (født 8. september 1980) er direktør for JFM Lyd, der bl.a. har radiostationerne Classic FM, Skala FM, VLR, Radio Viborg mv.
Han er uddannet i film- og medievidenskab og har desuden en lederuddannelse fra Center for Ledelse. Han begyndte i 2004 som praktikant i DR, hvor han har arbejdet med både nyheder og underholdning og med tv, digitalt indhold og radio. Han er tidligere chef for DR P3 og redaktionschef.
Han er derudover bestyrelsesmedlem i Radio4, hvor han pt. også tidligere har været konstitueret administrerende direktør og chefredaktør. 